# Puchaczówka (przełęcz)
Puchaczówka (niem. Puhu-Pass, 864 m n.p.m.) – przełęcz oddzielająca pasmo gór Krowiarek od Masywu Śnieżnika. Przez przełęcz przechodzi Droga wojewódzka nr 392 z Bystrzycy Kłodzkiej do Stronia Śląskiego. Na przełęczy węzeł szlaków turystycznych, punkt widokowy, murowana kapliczka i bacówka.

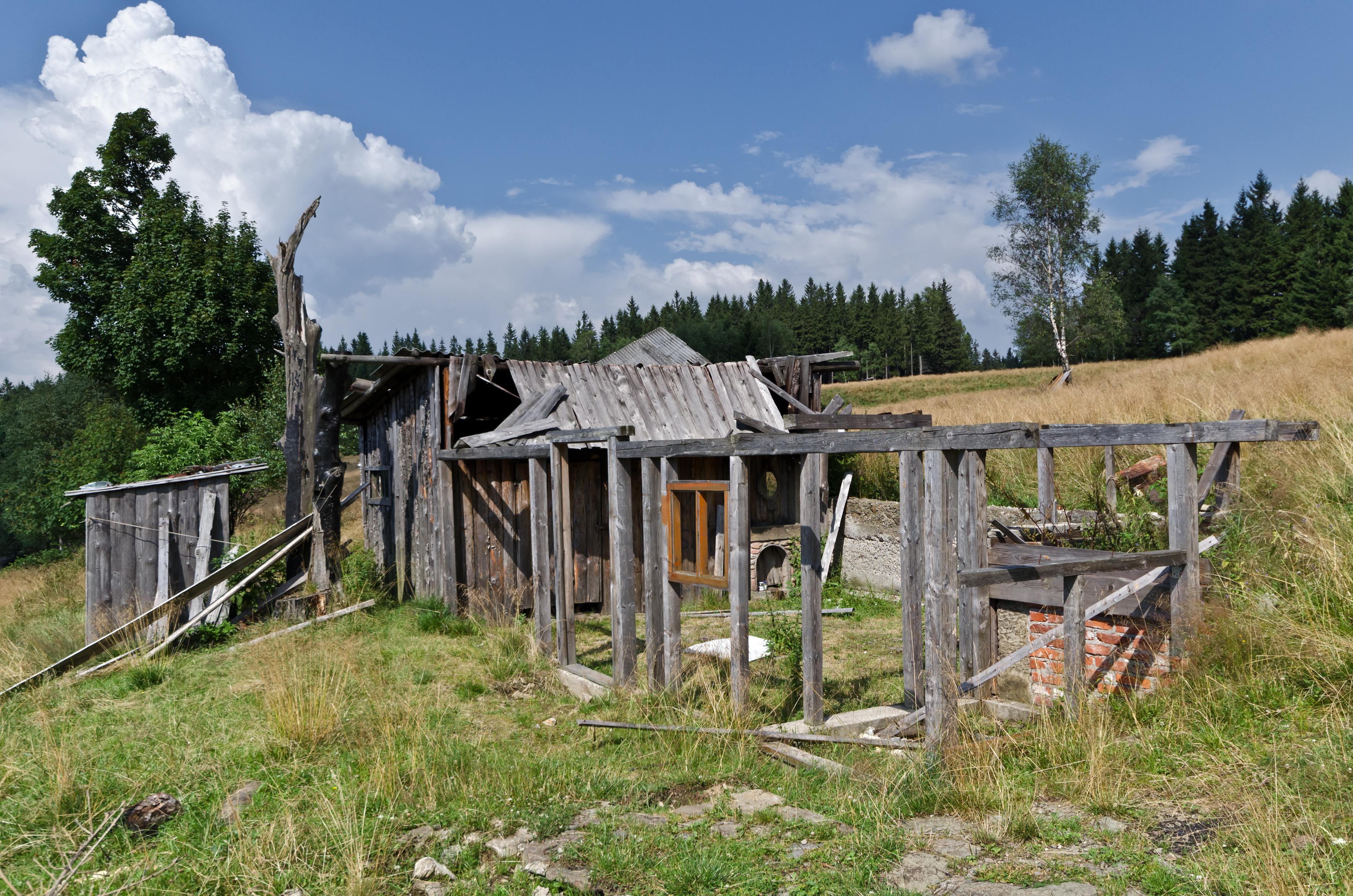
Zrujnowana bacówka na przełęczy

## Położenie i geologia
Przełęcz oddziela dwa pasma górskie: Masyw Śnieżnika, którego ostatnią kulminacją w tym kierunku jest Czarna Góra oraz Krowiarki, wznoszące się nad przełęczą szczytem Pasiecznik (893 m n.p.m.). Zbudowana jest z łupków łyszczykowych należących do metamorfiku Lądka i Śnieżnika i ma kształt szerokiego zrównania. Wcinają się w nią: od zachodu dolina Białej Wody, od północy dolina Pogonnej (Konradki Konradowskiego Potoku), od południowego wschodu dolina Siennej Wody.

## Historia
W średniowieczu na przełęczy znajdował się posterunek sygnalizacyjny, a później posterunek pogonny trzymający konie i służący do organizowania pogoni za zbiegami i przestępcami. Stąd wywodzi się dawna jej nazwa Pogonna Przełęcz oraz współczesna nazwa potoku Pogonna, mającego źródło na przełęczy. W 1769 r. królewska komisja górnicza znalazła w pobliżu żyłę miedzi, jednak dość ubogą.
Kapliczka o owalnym kształcie znajdująca się na przełęczy datowana jest na ok. 1781 r. Na temat jej wzniesienia przytaczanych jest kilka opowieści, m.in. ta, która mówi o upamiętnieniu żołnierza Hansa Manna, rozstrzelanego za samowolne oddalenie z twierdzy kłodzkiej. Do lat 70. XX wieku znajdowały się w niej drewniane rzeźby dłuta Michaela Klahra, jednak później zostały skradzione.
W 1840 r. na przełęczy stanęła gospoda Puhu Baude na skrzyżowaniu dróg do Stronia Śląskiego, Białej Wody, Międzygórza i Konradowa – popularna i chętnie odwiedzana, z ciekawym wystrojem wnętrz. Przetrwała do 1948 r. W 1924 r. postawiono tu także niewielki pomnik Carla Pabla, przewodniczącego wrocławskiej grupy Kłodzkiego Towarzystwa Górskiego. Pomnik zniszczono w 1945 r.
Drogę przechodzącą przez przełęcz wybudowano z inicjatywy właścicielki okolicznych dóbr, królewny Marianny Orańskiej i jej syna Albrechta (droga prowadząca z przełęczy po stoku Czarnej Góry to Droga Albrechta).

## Współczesność
Bezpośrednio pod przełęczą funkcjonuje obecnie duży ośrodek narciarski „Czarna Góra”. Jego wybudowanie stało się impulsem do zagospodarowania pobliskiego terenu. Od początku lat 90. stawiane są hotele, pensjonaty i restauracje, m.in. zespół hotelowo-gastronomiczny o tej samej nazwie co przełęcz. Okolica szybko urbanizuje się nie bez strat dla harmonii krajobrazu i przyrody.

## Turystyka
Znakowane szlaki przechodzące przez przełęcz:
- z Lądka-Zdroju na Śnieżnik,
- ze Stronia Śląskiego na Igliczną i do sanktuarium Maria Śnieżna,
- do Żelazna przez Skowronią Górę i Marcinków,
- do Międzygórza.

Przełęcz jest znakomitym punktem widokowym. W pobliskiej bacówce można kupić oscypki i bunc. Przy szlaku czerwonym i szosie, nieco w kierunku Bystrzycy Kłodzkiej postawiona jest wiata turystyczna z siedziskami, a nieco niżej wiata sypialna.

Przez przełęcz prowadzi droga wojewódzka nr 392 z Bystrzycy Kłodzkiej do Stronia Śląskiego.